# Trzcińsko-Zdrój
Trzcińsko-Zdrój é um município da Polônia, na voivodia da Pomerânia Ocidental e no condado de Gryfino. Estende-se por uma área de 2,33 km², com 2 383 habitantes, segundo os censos de 2016, com uma densidade de 1022,7 hab/km².